# Задача о реализации графа
Задача о реализации графа — задача разрешимости в теории графов. Задана конечная последовательность {\displaystyle (d_{1},\dots ,d_{n})} натуральных чисел, задача спрашивает, существует ли такой простой граф, в котором {\displaystyle (d_{1},\dots ,d_{n})} — последовательность степеней вершин этого графа.

## Решения
Задача может быть решена за полиномиальное время. Одним из примеров таких решений является алгоритм Гавела — Хакими, в основе которого лежит рекурсия. Задачу также можно решить путем проверки справедливости {\displaystyle n} неравенств, используя теорему Эрдёша — Галлаи.